# Anders Lindbäck
Anders Lindbäck (ur. 3 maja 1988 w Gävle) – szwedzki hokeista, reprezentant Szwecji.

## Kariera
- Brynäs J18 (2003–2006)
  -  Gästrikland (2005–2008)
- Brynäs J18 (2005–2007, 2008)
  -  Almtuna IS (2007–2008)
- Brynäs IF (2008–2009)
- Timrå IK (2009–2010)
- Milwaukee Admirals (2010–2012)
- Nashville Predators (2010–2012)
- Tampa Bay Lightning (2012–2014)
  -  Ilves (2012–2013)
  -  Syracuse Crunch (2013)
- Dallas Stars (2014–2015)
  -  Texas Stars (2014)
- Buffalo Sabres (2015)
- Arizona Coyotes (2015–2016)
- Ontario Reign (2016)
- Rögle BK (2016–2017)
- Milwaukee Admirals (2017–2018)
- HC Davos (2018–2019)
- Torpedo Niżny Nowogród (2019–2020)
- Jokerit (2020–2022)
- Brynäs IF (2022–2024)

Wychowanek klubu IK Sätra. Od czerwca 2012 roku zawodnik Tampa Bay Lightning. W lipcu 2012 roku przedłużył kontrakt z klubem o dwa lata. Od końca października 2012 do stycznia 2013 roku na okres lokautu w sezonie NHL (2012/2013) związany kontraktem z fińskim klubem, Ilves. Od lipca 2014 zawodnik Dallas Stars związany rocznym kontraktem. Od lutego 2015 zawodnik Buffalo Sabres (w toku wymiany za jego rodaka Jhonasa Enrotha, także bramkarza). Od lipca 2015 zawodnik Arizona Coyotes. Od października do listopada 2016 zawodnik Ontario Reign. Od grudnia 2016 zawodnik Rögle BK. Od lipca 2017 zawodnik Nashville Predators. W sezonie 2017/2018 grał jednak w zespole farmerskim, Milwaukee Admirals, w lidze AHL. We wrześniu 2018 został bramkarzem szwajcarskiego HC Davos. W maju 2019 przeszedł do Torpedo Niżny Nowogród. W maju 2020 został zawodnikiem Jokeritu. Od maja 2022 ponownie zawodnik macierzystego Brynäs IF, skąd odszedł na początku stycznia 2024.
Uczestniczył w turnieju mistrzostw świata w 2010.

## Sukcesy
- Brązowy medal mistrzostw świata: 2010

Klubowe
- Mistrzostwo dywizji AHL: 2011 z Milwaukee Admirals

Indywidualne
- AHL (2017/2018): Mecz Gwiazd AHL